# Norwegische Badmintonmeisterschaft 1973
Die Norwegische Badmintonmeisterschaft 1973 fand am 8. und 9. April in der Nidarøhallen in Trondheim statt. Es war die 29. Austragung der nationalen Meisterschaften von Norwegen im Badminton.	

## Finalergebnisse
| Disziplin    | Sieger                            | Finalist                             | Ergebnis |
| ------------ | --------------------------------- | ------------------------------------ | -------- |
| Herreneinzel | Knut Engebretsen                  | Petter Thoresen                      | 2:0      |
| Dameneinzel  | Kari Histøl                       | Kine Engebretsen                     | w.o.     |
| Herrendoppel | Harald Nettli Hans Sperre         | Knut Engebretsen Pål Øian            | 2:1      |
| Damendoppel  | Kari Histøl Wenche Tønnesen       | Marit Helgerud Elisabeth Sommerfeldt | 2:0      |
| Mixed        | Petter Thoresen Inger Mette Olsen | Terje Østhassel Kari Histøl          | 2:1      |